# Abutorab Chosrawi

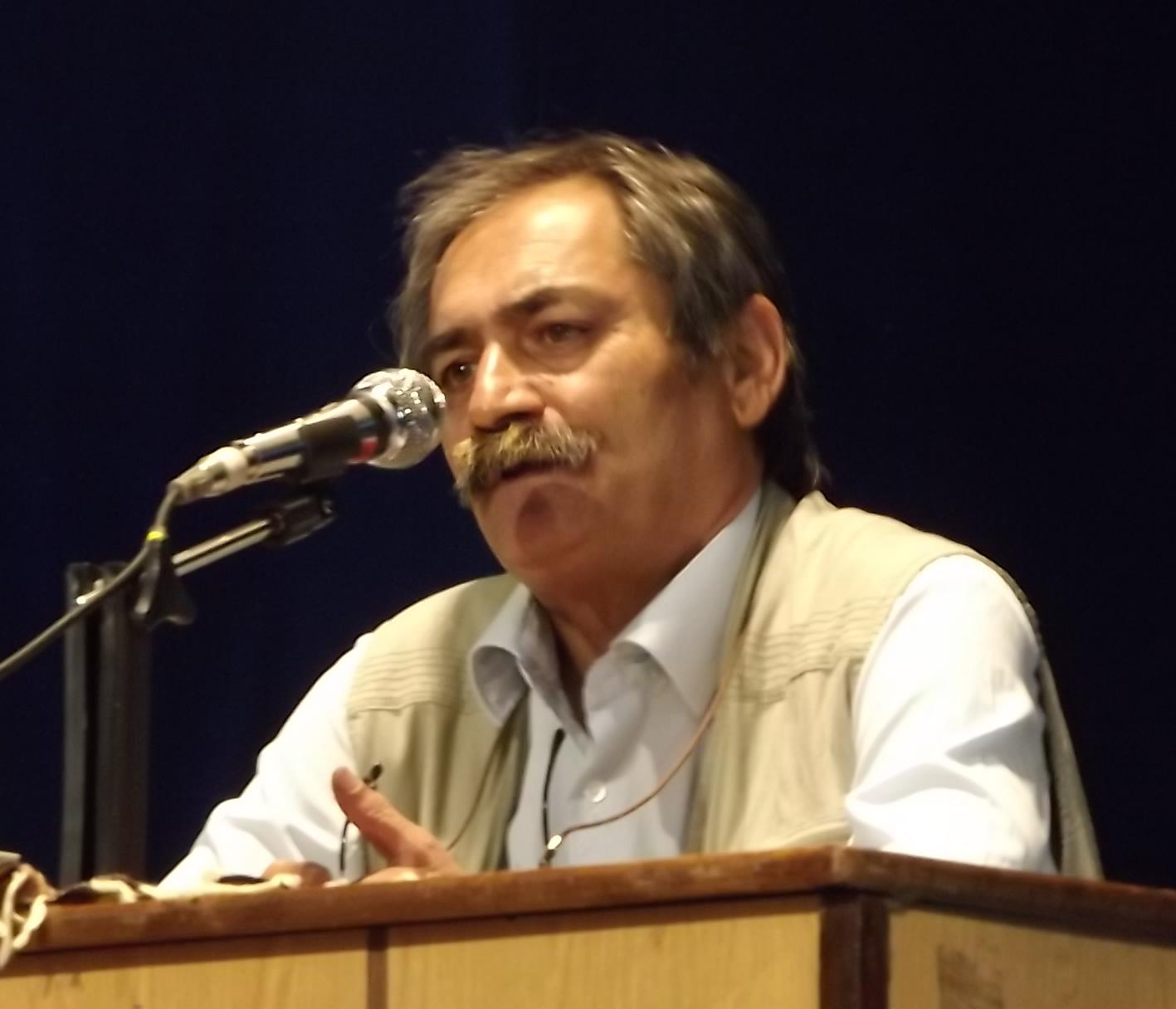
Abutorab Chosrawi

Abutorab Chosrawi (persisch ابوتراب خسروی; * 21. März 1956 in Fasa) ist ein iranischer Schriftsteller.
Chosrawi wuchs in verschiedenen Städten auf, da sein Vater Offizier war. In der weiterführenden Schule wurde er von Huschang Golschiri unterrichtet. Chosrawi lebt in Schiraz und arbeitet als Lehrer.
Sein Kurzgeschichtenband Diwan-e Sumanat (deutsch: Der Diwan von Sumanat) fand im Iran bei Lesern und Kritikern große Beachtung. Huschang Golschiri lobte den innovativen Erzählstil.
Abutorab Chosrawi ist Träger des iranischen Golschiri-Literaturpreises.
Er ist Vater von drei Kindern.